# Armata kolejowa 13,5-calowa
Armata kolejowa 13,5-calowa – brytyjskie działo kolejowe kalibru 342,9 mm używane w okresie pierwszej i drugiej wojny światowej. Armaty tego typu bazowały na wcześniejszej konstrukcji używającej armat morskich 14 calowych (356 mm), dwie armaty tego typu „Boche-Buster” i „Scene-Shifter” były używane we Francji w końcowym okresie I wojny światowej, w 1919 armaty te powróciły do Anglii. Po wybuchu II wojny światowej postanowiono je reaktywować, ale 14-calowe działa zostały już w 1926 uznane za przestarzałe i armaty przezbrojono w działa kalibru 13,5 cala używane przez pancerniki typu Iron Duke.  Ostatecznie reaktywowano trzy armaty tego typu, ponieważ były one obsługiwane przez brytyjskich marines należących do Royal Marine Siege Regiment otrzymały one „morskie” oznaczenie HMG (His Majesty's Gun – Działo Jego Królewskiej Mości, analogicznie do HMS – tradycyjnego oznaczania okrętów brytyjskich His Majesty's Ship – Okręt Jego Królewskiej Mości). Pierwszym działem, które weszło do służby, był HMG Scene-Shifter, a następnie HMG Piece-Maker i HMG Gladiator.
Działa bazowały w pobliżu Dover w oczekiwaniu na niemiecką inwazję, do której ostatecznie nie doszło. W późniejszym okresie armaty były używane do ostrzeliwania regionu Pas-de-Calais. Ostatecznie zostały wycofane ze służby w 1947.